# Klaus Erfort
Klaus Erfort (* 8. März 1972 in Saarbrücken) ist ein deutscher Koch.

## Werdegang
Nach Ausbildung und Stationen im Saarland arbeitete Erfort von 1992 bis 1993 im Restaurant Bareiss in Baiersbronn als Chef Saucier unter Claus-Peter Lumpp. 1993 wechselte er ins Restaurant Schwarzwaldstube in Baiersbronn und kochte dort bis 1994 unter Harald Wohlfahrt als Chef Tournant. Seine erste Position als Küchenchef trat er 1995 im Restaurant Orangerie des Parkhotels Gengenbach in Völklingen an, dessen Küche unter Erforts Leitung mit einem Stern im Guide Michelin ausgezeichnet wurde. Von 1999 bis 2002 arbeitete er als Küchenchef im Restaurant Imperial des Schlosshotels Bühlerhöhe bei Baden-Baden, das unter seiner Leitung ebenfalls mit einem Stern ausgezeichnet wurde.
Seit März 2002 betreibt Erfort das Restaurant Gästehaus Klaus Erfort in Saarbrücken, das im gleichen Jahr vom Guide Michelin mit einem Stern ausgezeichnet wurde. 2004 folgte der zweite Stern; von 2008 bis 2020 hielt es drei Sterne, seit 2021 zwei Sterne.
Im August 2012 gab Erfort bekannt, dass er zudem das Hotel Fuchs in der Saarbrücker Altstadt übernehme. Im April 2025 gab Erfort bekannt, dass  er für sein Gästehaus ein Insolvenzverfahren in Eigenverantwortung beantragt hat; der Geschäftsbetrieb soll unvermindert weiterlaufen.
Erfort ist verheiratet und hat einen Sohn.

## Auszeichnungen

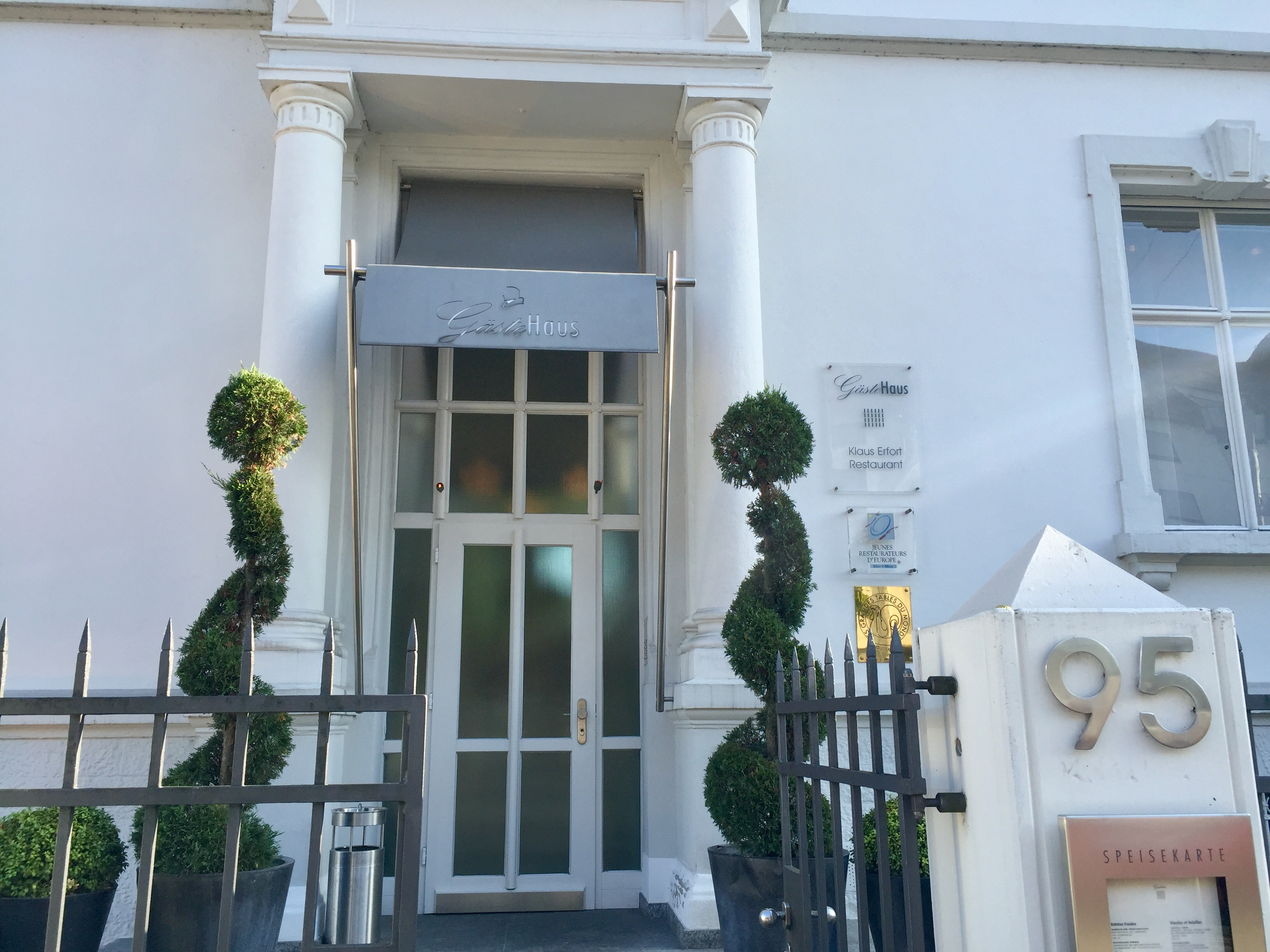
Gästehaus Erfort, Saarbrücken

- 2008: Gault-Millau zeichnete Erfort als „Koch des Jahres 2008“ aus.
- 2011: Auszeichnung  im Gault Millau mit der „Höchstnote für die weltbesten Restaurants“ (19,5 von 20 möglichen Punkten)[5]
- 2015: Eckart Witzigmann Preis „für Lebenskultur“[6]

## Fernsehen
Im Februar 2019 war er als Duellant Tim Mälzers in der vierten Staffel der VOX-Kochshow Kitchen Impossible zu sehen.